# Крошинська сільська рада
Крошинська сільська́ ра́да (біл. Крошынскі сельсавет) — адміністративно-територіальна одиниця у складі Барановицького району Берестейської області Білорусі. Адміністративний центр сільської ради — село Крошин.

## Історія
26 червня 2013 року до складу Крошинської сільської ради була включена низка населених пунктів та землі ліквідованої Ковпеницької сільської ради (села Адаховщина, Гірово, Дубово, Заброддя, Лавриновичі, Якимовичі) та усі населені пункти ліквідованої Петковицької сільської ради.

## Склад ради
Населені пункти, що підпорядковувалися сільській раді станом на 2009 рік:
| Населений пункт | Тип  | Населення, осіб (2009) |
| --------------- | ---- | ---------------------- |
| Адаховщина      | село | 61                     |
| Баратино        | село | 18                     |
| Гірово          | село | 600                    |
| Дубово          | село | 250                    |
| Дубровно        | село | 37                     |
| Дудичі          | село | 47                     |
| Заброддя        | село | 20                     |
| Залюбичі        | село | 100                    |
| Ішколдь         | село | 172                    |
| Кломпики        | село | 48                     |
| Крошин          | село | 730                    |
| Лавриновичі     | село | 306                    |
| Макаші          | село | 42                     |
| Ольсевичі       | село | 92                     |
| Петковичі       | село | 333                    |
| Подлісейки      | село | 379                    |
| Придатки        | село | 53                     |
| Родковичі       | село | 42                     |
| Скарчово        | село | 114                    |
| Старий Двор     | село | 141                    |
| Уласи           | село | 88                     |
| Юшковичі        | село | 53                     |
| Якимовичі       | село | 32                     |
| Ятвезь          | село | 115                    |

## Населення
За переписом населення Білорусі 2009 року чисельність населення сільської ради становило 1992 особи.

### Національність
Розподіл населення за рідною національністю за даними перепису 2009 року:
| Національність               | Осіб | Відсоток |
| ---------------------------- | ---- | -------- |
| білоруси                     | 1711 | 85,89 %  |
| поляки                       | 144  | 7,23 %   |
| росіяни                      | 96   | 4,82 %   |
| українці                     | 25   | 1,26 %   |
| вірмени                      | 4    | 0,20 %   |
| національність не вказана    | 4    | 0,20 %   |
| азербайджанці                | 3    | 0,15 %   |
| німці                        | 2    | 0,10 %   |
| аварці                       | 1    | 0,05 %   |
| комі-перм'яки                | 1    | 0,05 %   |
| дві та більше національності | 1    | 0,05 %   |
| Разом                        | 1992 | 100 %    |